# Jagniątków
Jagniątków [jagňontkuv] (do roku 1945 německý Agnetendorf; mezi roky 1945–46 Agnieszków [agněškuv]) je polským sídlem, které leží v severním podhůří Krkonoš v Dolnoslezském vojvodství. Od roku 1998 je administrativní součástí města Jelení Hora.

## Historie
Jagniątków založili v roce 1650 exulanti z Čech, kteří uprchli ze svých původních domovů před náboženským pronásledováním. Zabývali se tkalcovstvím, později též sklářstvím.
Od roku 1907 až do své smrti v roce 1946 zde pobýval německý dramatik a držitel Nobelovy ceny za literaturu Gerhart Hauptmann. V jeho domě, který byl postaven v roce 1899 podle projektu berlínského architekta Hanse Grisebacha, je dnes městské muzeum. Již od poloviny 19. století byl Jagniątków vyhledávaným místem pro letní i zimní turistiku.
Po druhé světové válce byl Jagniątków společně s celým okolím zabrán Polskem a původní německé obyvatelstvo bylo vystěhováno. Rok po skončení války se původní Agnetendorf jmenoval Agnieszków, v roce 1946 však bylo rozhodnuto o přejmenování na současnou podobu (latinsky agnes se řekne polsky jagnię).

## Fotogalerie

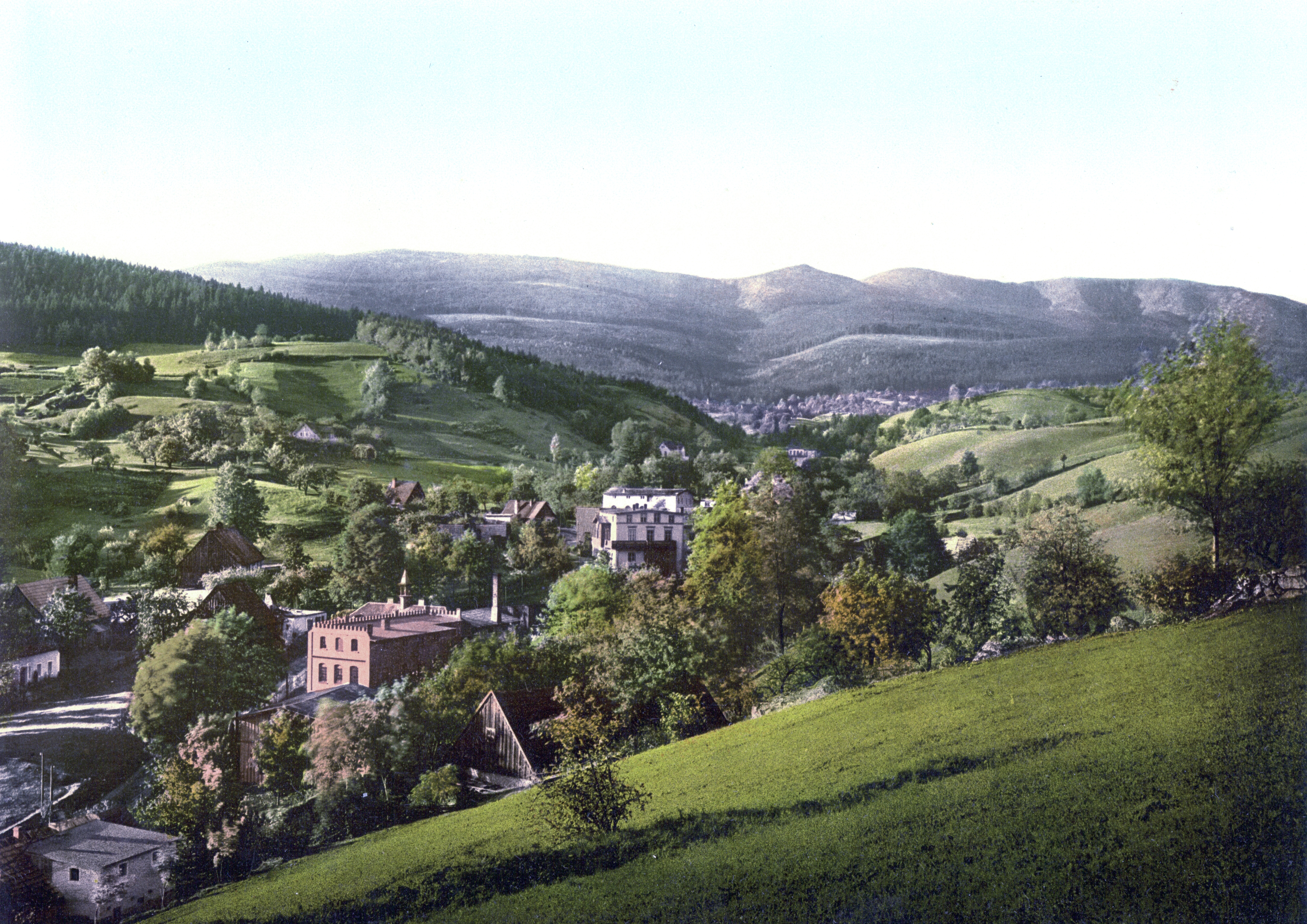
Agnetendorf asi r. 1900
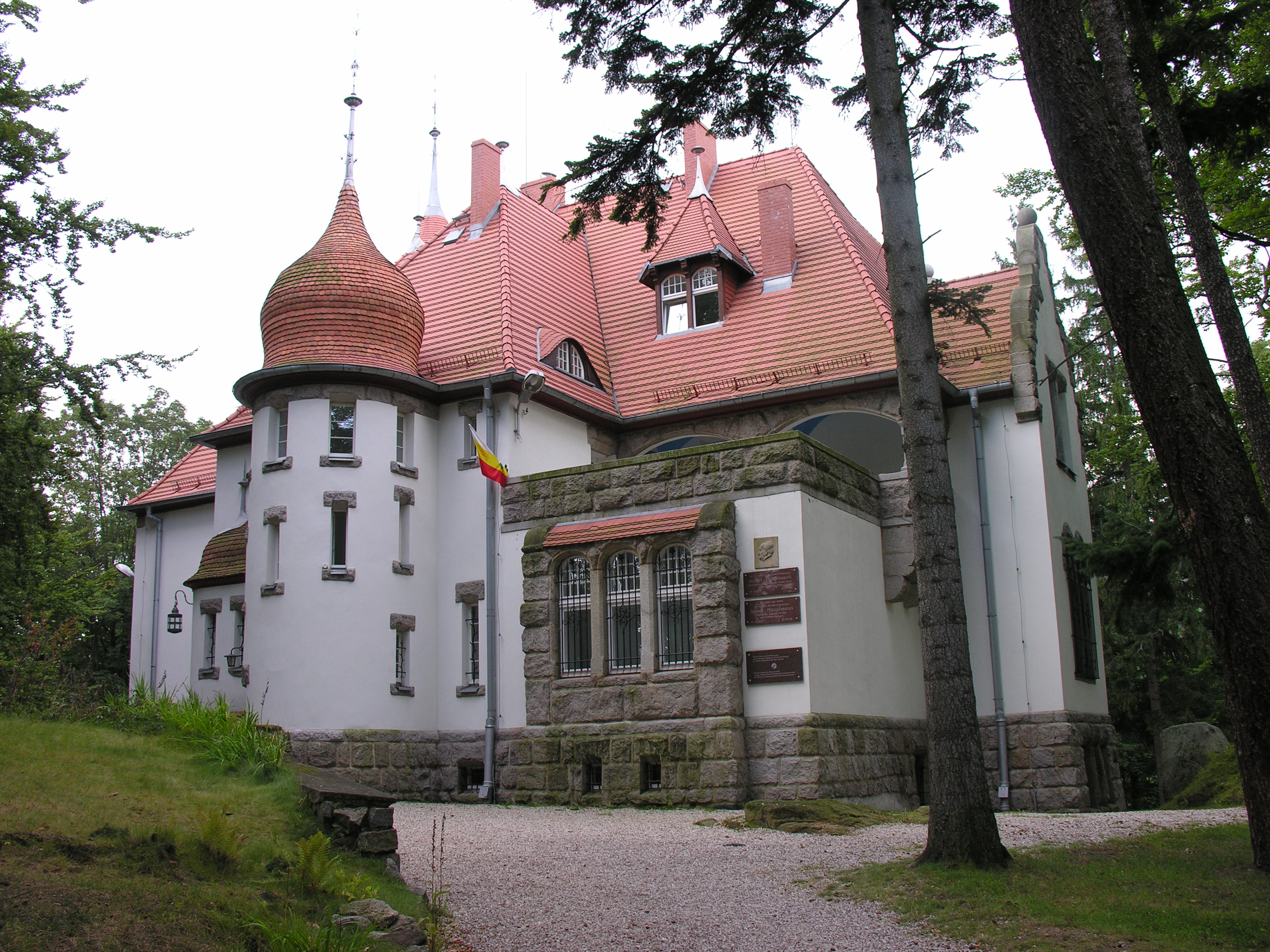
Dům Gerharta Hauptmanna
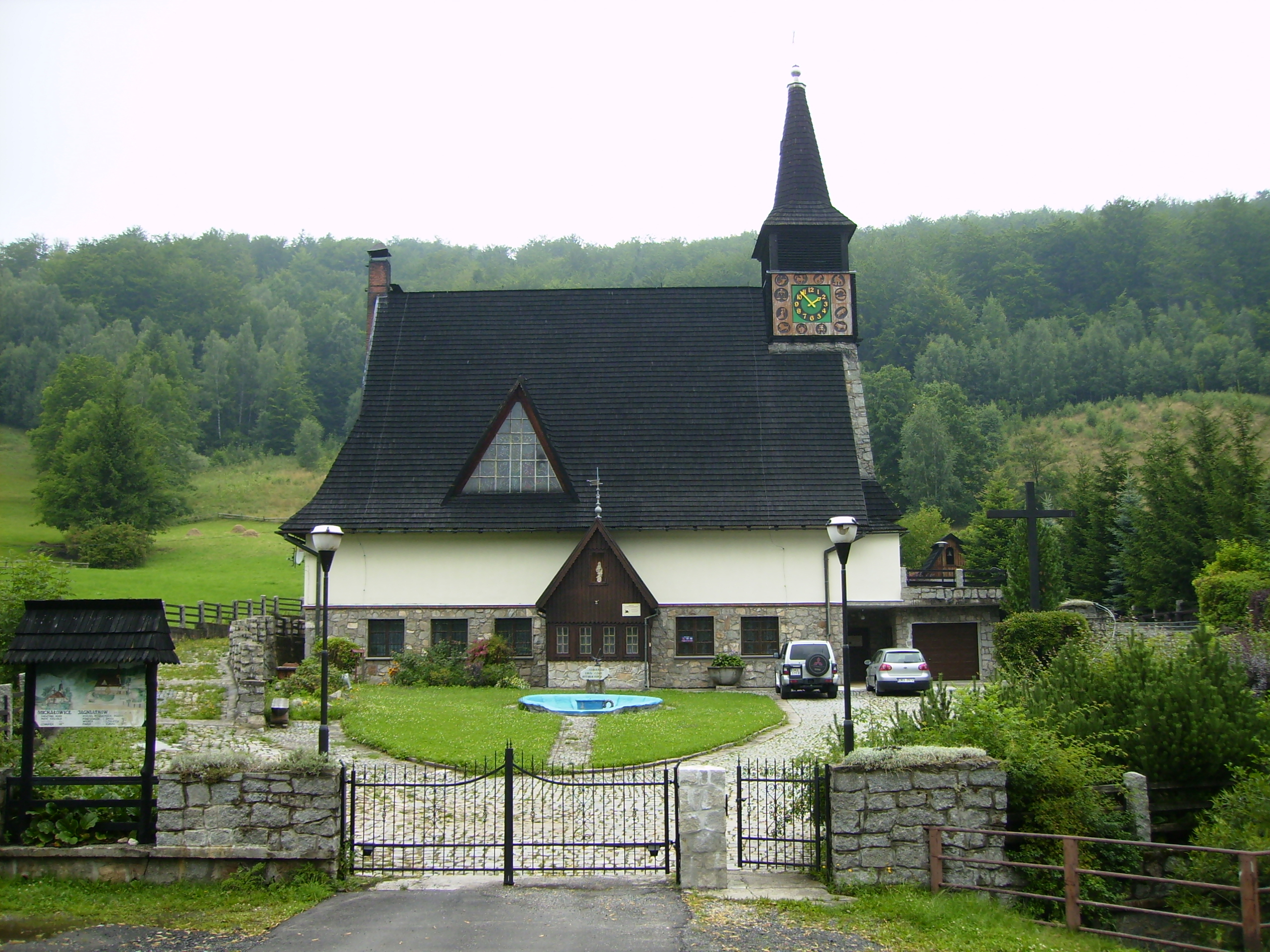
Kostel v obci Jagniątków
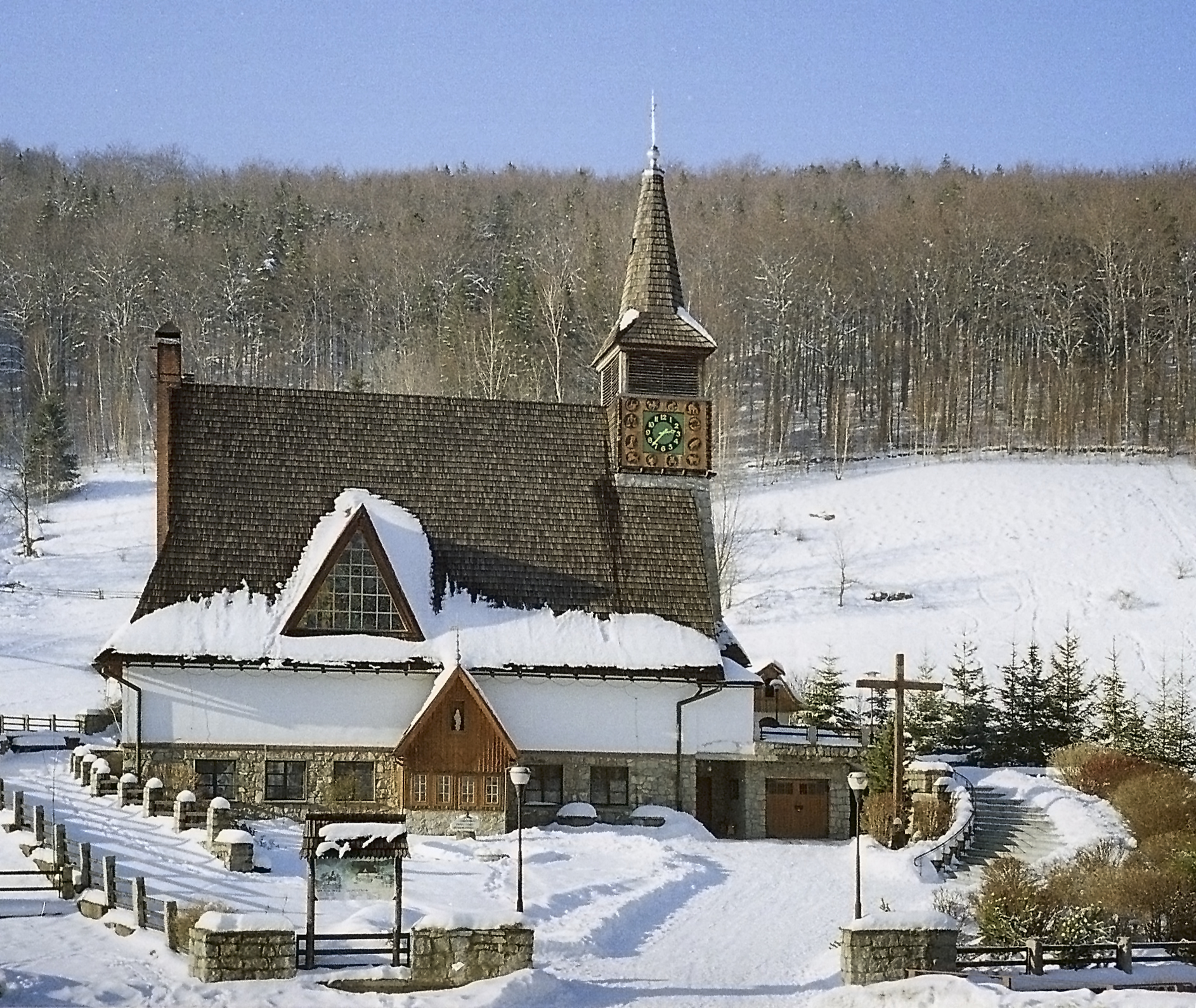
Kostel v zimě